# Май-Тай

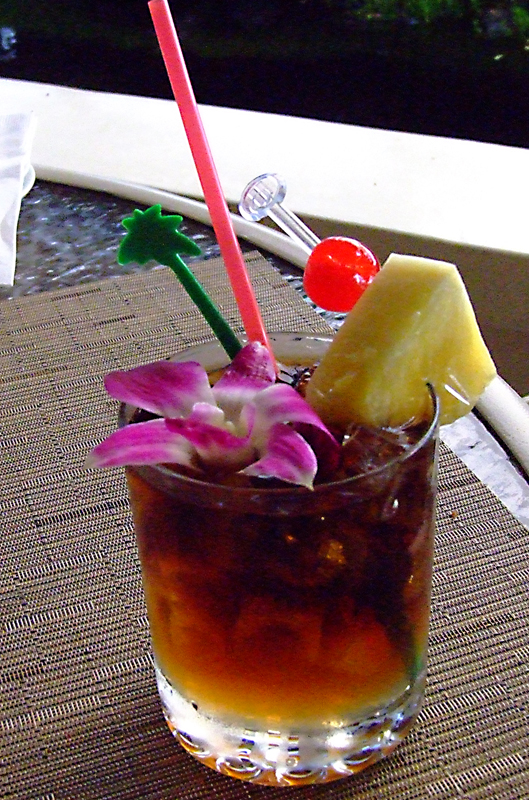
Маї Таї

Май Тай (англ. Mai Tai) — алкогольний коктейль, винайдений у каліфорнійському місті Окленді в 1944 році. Класифікується як лонґ дрінк (англ. long drink). Належить до офіційних напоїв Міжнародної асоціації барменів, категорія «Сучасна класика» (англ. Contemporary classics).

## Історія
Творцем коктейлю вважається керівник американської мережі ресторанів «Polynesian-style», Трейдер Вік (англ. Trader Vic), який створив його в 1944 році. Згідно історії, назва коктейлю з'явилася завдяки гостям з Таїті, що вперше спробували його — «Mai tai roa ae» — означало «позаземний» їх мовою.
До збірки IBA коктейль Май Тай увійшов в 1987 році.

## Приготування
Класичний рецепт коктейлю (IBA):
- 30 мл темного рому
- 30 мл світлого рому
- 15 мл безбарвного апельсинового лікеру  Кюрасао
- 15 мл мигдалевого сиропу
- 10 мл свіжовичавленого соку лайма.

Інгредієнти перемішуються в склянці методом трясіння. Коктейль зазвичай подається в склянці з льодом і прикрашається гілочкою м'яти. Подають коктейль як лонг-дрінк, розбавляючи коктейль соками, часто ананасовим або апельсиновим.
Існує безліч варіантів приготування коктейлю, пов'язаних із заміною одного або декількох його компонентів на близькі до таких. Наприклад, оршад може бути замінений цукровим сиропом або будь-яким іншим.